# Shandong Xinfa Aluminum
Shandong Xinfa Aluminum Company Limited («Шаньдун Синьфа Алюминум») — китайская металлургическая компания, крупный производитель алюминиевой продукции. Подконтрольна семье миллиардера Чжан Сюэсиня, который возглавляет энергетический и металлургический конгломерат Xinfa Group (Shandong Xinfa Aluminum & Electricity Group). 

## Деятельность
Xinfa Aluminum и дочерние компании группы производят глинозём, алюминиевые сплавы, профили, трубы, готовые окна и двери. Основной промышленный комплекс Xinfa Aluminum Industrial Park расположен в уезде Чипин округа Ляочэн (Шаньдун); другой алюминиевый завод расположен в уезде Уцзяцюй (Синьцзян), а глинозёмный завод — в уезде Цзяокоу (Шаньси).
Основные объёмы сырья (бокситов) поступают из Гуанси-Чжуанского автономного района, а также из Австралии через порт Циндао.

### Структура
В состав Shandong Xinfa Aluminum & Electricity Group входит несколько дочерних структур и совместных предприятий:
- Shandong Xinfa Aluminum
- Shandong Xinfa Power Industry
- Shandong Xinfa Huaxin Aluminum
- Shandong Xinfa Huayuan Aluminum
- Shandong Xinfa Hope Aluminium Industry
- Shandong Xinfa Abraives & Grinding Tools
- Shandong Xinfa Ruijie New Material Technology
- Chiping Xinfa Jinhui Aluminum Products
- Chiping Xinfa Huayu Alumina
- Anhui Xinfa Aluminum
- Guangxi Xinfa Aluminum and Electricity